# Killing an Arab
«Killing an Arab» («Убить араба») — дебютный сингл британской рок-группы The Cure.

## История
Лидер The Cure и автор песни Роберт Смит написал песню ещё школьником под впечатлением от повести Альбера Камю «Посторонний», считающейся одним из самых ярких выражений философии экзистенциализма. В повести главный герой без видимой причины убивает алжирца. По словам Смита, смысл песни в том, что «жизни всех людей в общем одинаковы. Все люди живут, все умирают, наши жизни одинаковы».
Песня «Killing an Arab» была записана в то же время, что и дебютный альбом группы Three Imaginary Boys, но не вошла в него. Она была включена в альбом Boys Don’t Cry (1980), который представлял собой переработанную для американского рынка версию Three Imaginary Boys.
Из-за названия, якобы призывающего к насилию против арабов, песня имеет долгую историю скандалов. Когда в 1986 году в США вышел сборник лучших песен группы Standing on a Beach, названный по строчке из «Killing an Arab», правозащитная организация Американо-арабский антидискриминационный комитет обвиняла песню в антиарабском подтексте и требовала исключить её из сборника. В результате кассеты и пластинки в США распространялись с наклейкой, предупреждавшей, что содержание песни не имеет ничего общего с расизмом или чем-то подобным. Аналогичные всплески происходили во время войны в Персидском заливе и после начала войны в Афганистане в 2001 году. The Cure включали песню в концертные туры в 2000-х годах, но изменяли её название и текст, исполняя её как «Killing an Ahab» (с отсылкой к персонажу романа «Моби Дик» капитану Ахаву) или «Killing Another».

## Список композиций
1. «Killing an Arab»
2. «10:15 Saturday Night»

## Состав группы
- Майкл Демпси — бас-гитара
- Роберт Смит — вокал, гитара
- Лол Толхерст — ударные